# Centraal Comité van de Communistische Partij van de Russische Federatie
Het Centraal Comité van de Communistische Partij van de Russische Federatie (Russisch: Центральный комитет КПРФ) is het bestuur van de Communistische Partij van de Russische Federatie. De leden van het Centraal Comité worden door middel van geheime verkiezingen gekozen door het Congress van de partij. Het Centraal Comité bepaalt de activiteiten van de partij. Sinds 1993 is Gennadi Zjoeganov voorzitter van het Centraal Comité.